# Johannes Althusius
Johannes Althusius (né en 1557 à Diedenshausen et mort le 12 août 1638) est un juriste, théologien, homme politique et théoricien de la politique réformé allemand. 

## Biographie
Nommé en 1586 à la Hohe Schule de Herborn - l'académie calviniste nouvellement créée par Jean de Nassau -, il y enseigne le droit jusqu'à son élection en 1604 à la fonction de secrétaire de la ville d'Emden, qu'il exerce jusqu'à sa mort. Ce poste stratégique lui permit de mettre ses idées en pratique en défendant, conformément à sa défense de l'autonomie politique, les libertés de la cité face aux appétits du comte de Frise.
Althusius est célèbre pour son ouvrage de 1603, Politica methodice digesta et exemplis sacris et profanis illustrata (« La Politique, exposée de façon méthodique, et illustrée par des exemples sacrés et profanes »), dont il publie une édition profondément modifiée en 1610 et en 1614 à la lumière des enseignements tirés de sa fonction de syndic. Les idées exprimées dans cet ouvrage font de lui le père du fédéralisme moderne et de la souveraineté populaire, qu'il s'est efforcé de concilier, dans sa multiplicité, avec le pouvoir du souverain. Althusius est le premier théoricien à conférer au peuple organisé les droits de souveraineté, qu'il conçoit comme répartis à l'ensemble des consociations composant la république. Il défend la thèse d'un octroi conditionné du pouvoir au prince, ou magistrat suprême, ce dernier étant lié au peuple par un contrat de mandat délimitant ses prérogatives. Althusius est également célèbre pour sa doctrine fameuse du droit de résistance du peuple. 
Les théories fédéralistes d'Althusius ne sont pas tellement libérales ; elles mettent l'accent sur la liberté des groupes, plutôt que sur la liberté des individus .
De son côté, Frédéric Lordon souligne combien Althusius est un précurseur de la pensée libertaire quand il imagine comme organisation politique et sociale « une hiérarchie de regroupements emboîtés régis par un double principe d'autorité maximale et d'adhésion consentie au regroupement supérieur ».
Il est également l'auteur d'ouvrages juridiques dont le plus important est Dicaeologicae libri tres, totum et universum jus, quo utimur methodice complectentes,..., Francfort 1616.

## Traité de laDicaeologicae,1617[10]
Althusius, ne développera pas une méthode axiomatique visant à une appréhension universelle de la science, mais se conformera davantage à suggérer une tendance du droit à la scientificité. Ses travaux demeureront imprégnés d’un caractère descriptif de réalités naturelles, tout en s’inscrivant systématiquement dans un prolongement de la logique ramusienne : la méthode formelle et la place de l’aristotélisme s’en trouve bouleversées, et la présentation du droit rompt avec la tradition des juristes afin de sacraliser un ordonnancement des concepts fondé sur la dichotomisation successive des termes en species distribuées par degré d’abstraction, et en membra, entendues comme éléments constituants des différentes notions. 
En résulte une arborescence dissymétrique aux antipodes des schémas de raisonnement en deux parties, ou chaque ramification fait état d’un grand travail de précision associé à une relation de classement, et il ressort une propriété des notions au sein du travail de classification opéré par Althusius : elles sont transitives. 
En raison de sa forte conceptualisation, la pérennité de la doctrine althusiusienne restera relativement lacunaire et effacera l’encrage réaliste du droit au profit d’une galaxie d’essences, pourtant, son œuvre fera référence auprès de ses contemporains, à l’égard de l’efficacité induite par la naissance des proto-systèmes pour l’universalisation des concepts juridiques qu’elle autorise. 

## Œuvres
- Iuris Romani libri duo, ad leges methodi Rameae conformati et tabula illustrati, Bâle, ad Lecythum Waldkirchianam, 1586.
- Jurisprudentia romana, vel potius juris romani ars ; duobus libris comprehensa, et ad leges methodi Rameae conformata, Herborn, ex officina Christophori Corvini, 1588 ; Bâle, per Conrad Waldkirch, 1589 ; Herborn, ex officina Christophori Corvini, 1592 ; id., 1599 ; id., 1607 ; id., 1623.
- Civilis conversationis libri duo, methodice digesti et exemplis sacris et profanis passim illustrati, editi a Philippo Althusio, Hanovre, apud Guilielmum Antonium, 1601 ; id., 1611[Althusius, Civilis conversationis libri duo].
- Disputatio politica. De regno recte instituendo et administrando, Hugo Pelletarius Aquisgranensis, Herborn, ex officina Christophori Corvini, 1602.
- Politica methodice digesta et exemplis sacris et profanis illustrata, Cui in fine adjuncta est Oratio panegyrica De utilitate, necessitate et antiquitate scholarum, 1e éd., Herborn, ex officina Christophori Corvini, 1603 ; 2e éd., Arnhem, ex officina Johannis Janssonii, 1610 ; Groningue, excudebat Johannes Radaeus, 1610 ; 3e éd., Herborn, excud. Corvinus, 1614 ; Arnhem, ex officina Johannis Janssonii, 1617 ; 4e éd., Herborn, typis Corvinianis, 1625 ; 5e éd., Herborn, 1654.
- Tractatus tres, quorum : 1. de poenis, 2. de rebus fungibilibus, 3. de jure detentiones. Omnibus tam in scholis quam foro versantibus apprime utiles et necessarii, nunc primum in licem editi et publici juris facti, Cassel, ex officina typographica Mauritiana, opera Wilhelmi Wesselii, 1611.
- Dicaeologicae libri tres, totum et universum jus, quo utimur, methodice complectens, cum parallelis huius et Judaici juris, tabulisque insertis atque indice triplici ; […] Opus tam theoriae quam praxeos aliarum Facultatum studiosis utilissimum, Herborn, ex officina Christophori Corvini, 1617 ; id., 1618 ; id., Francfort, 1649 ; Aalen, Scientia Verlag, 1967 [Althusius, Dicaeologica].
- Ethicus Althusianus, hoc est libri duo de conversatione civili, Methodice digesti exemplisque tam sacris quam profanis locupletissime illustrati a Philippo Althusio, Amsterdam, apud Joannem Janssonium, 1650.

### Traductions françaises
- La Politique méthodiquement ordonnée et illustrée par des exemples sacrés et profanes, traduction, introduction et lexique par Gaëlle Demelemestre, Genève, Librairie Droz, coll. « Les Classiques de la pensée politique », 824 p., 2023  (ISBN 978-2-600-06412-5)